# Pterobranchia
Pterobranchia é uma classe de invertebrados coloniais que superficialmente se parecem com hidrozoários (cnidários da classe Hydrozoa) e que vivem dentro de tubos fixados ao substrato rochoso no fundo dos oceanos.

## Classificação
- Ordem Rhabdopleura Beklemishev, 1951
- Ordem Cephalodiscus Beklemishev, 1951

## Características
- Marinhos.
- Coloniais.
- Tubícolas.
- Substrato duro.
- Raros em águas rasas ou quentes.
- Briozoários.
- Zoóides até 5mm.